# ريتشارد إدوارد ويلسون
ريتشارد إدوارد ويلسون (بالإنجليزية: Richard Edward Wilson)‏ هو ملحن أمريكي، ولد في 15 مايو 1941 في كليفلاند في الولايات المتحدة.

## وصلات خارجية
- ريتشارد إدوارد ويلسون على موقع ميوزك برينز (الإنجليزية)